# Joseph Augustine Cushman
Joseph Augustine Cushman, född den 31 januari 1881 i Bridgewater, Massachusetts, död den 16 april 1949 i Sharon, Massachusetts, var en amerikansk geolog, paleontolog och foraminiferolog.
Auktorsnamnet Cushman kan användas för Joseph Augustine Cushman i samband med ett vetenskapligt namn inom botaniken; se Wikipediaartiklar som länkar till auktorsnamnet.